# レッスルマニア2
レッスルマニア2（―ツー、WrestleMania 2）は、1986年4月7日にアメリカ合衆国のプロレス団体WWE（当時はWWF）が開催した年間最大の興行およびPPVの名称である。

## 概要
- PPV路線が本格的にスタートした本大会は[1]、ニューヨーク、シカゴ、ロサンゼルスの3都市にて同時開催された。
- ニューヨーク大会では客席にキャブ・キャロウェイ、ダリル・ドーキンス、ジョージ・ゴードン・リディ、ジョーン・リヴァース、ハーブらが来場。ゲストのジョー・フレージャーとルー・ドゥヴァは、それぞれミスター・Tとロディ・パイパーのボクシング・マッチにてセコンドを務め、オープニングではレイ・チャールズが "美しきアメリカ" を独唱した。
- シカゴ大会ではクララ・ペラー、ディック・バトカス、エド・ジョーンズ、キャシー・リー・クロスビーが来場。ゲストのオジー・オズボーンは同じ英国出身のブリティッシュ・ブルドッグスのセコンドを務め、ウィリアム・ペリーらNFL選手がWWF勢とのバトルロイヤルに出場した。
- ロサンゼルス大会ではリッキー・シュローダー、ロバート・コンラッド、トミー・ラソーダ、エルヴィラが来場。

## 結果

### ニューヨーク
- 開催場所 : ニューヨーク州ユニオンデールのナッソー・コロシアム
- 観客動員数 : 16,585人

- △"ミスター・ワンダフル" ポール・オーンドーフ vs "マグニフィセント" ドン・ムラコ (w / ミスター・フジ)△

- WWFインターコンチネンタル王座戦 -WWF Intercontinental Championship-

○"マッチョマン" ランディ・サベージ(c) (w / ミス・エリザベス) vs ジョージ "ジ・アニマル" スティール●
- ○ジェイク "ザ・スネーク" ロバーツ vs ジョージ・ウェルズ●

- ボクシング・マッチ -Boxing Match-

○ミスター・T (w / ジョー・フレージャー&ザ・ハイチ・キッド) vs "ラウディ" ロディ・パイパー (w / "カウボーイ" ボブ・オートン)●
ロディ・パイパーの反則負け

### シカゴ
- 開催場所 : イリノイ州シカゴのローズモント・ホライゾン
- 観客動員数 : 9,000人

- WWF女子王座戦 -WWF Women's Championship-

○ファビュラス・ムーラ (c) vs ベルベット・マッキンタイヤー●
- フラッグ・マッチ -Flag Match-

○コーポラル・カーシュナー vs ニコライ・ボルコフ (w / "クラッシー" フレディ・ブラッシー)●
- WWF&NFLバトルロイヤル -WWF and NFL Battle Royal-

優勝者：アンドレ・ザ・ジャイアント
WWF側出場者：アンドレ・ザ・ジャイアント、ペドロ・モラレス、トニー・アトラス、テッド・アーシディ、ダニー・スパイビー、ヒルビリー・ジム、キング・トンガ、アイアン・シーク、ビッグ・ジョン・スタッド、ブライアン・ブレアー、ジャンピング・ジム・ブランゼル、ブレット "ヒットマン" ハート、ジム "ジ・アンヴィル" ナイドハート、ブルーノ・サンマルチノ
NFL側出場者：ジンボ・コバート (シカゴ・ベアーズ) 、ハーベイ・マーティン (ダラス・カウボーイズ) 、アーニー・ホームズ (ピッツバーグ・スティーラーズ) 、ビル・フラリック (アトランタ・ファルコンズ) 、ラス・フランシス (サンフランシスコ・フォーティナイナーズ) 、ウィリアム "リフリッジレーター" ペリー (シカゴ・ベアーズ)
- WWFタッグ王座戦 -WWF Tag Team Championship-

●ザ・ドリーム・チーム (ブルータス・ビーフケーキ&グレッグ "ザ・ハンマー" バレンタイン) (c) (w / "ラシャス" ジョニー・バリアント) vs ブリティッシュ・ブルドッグス(ダイナマイト・キッド&デイビーボーイ・スミス) (w / キャプテン・ルー・アルバーノ&オジー・オズボーン)○

### ロサンゼルス
- 開催場所 : カリフォルニア州ロサンゼルスのロサンゼルス・メモリアル・スポーツ・アリーナ
- 観客動員数 : 14,500人

- ○リッキー "ザ・ドラゴン" スティムボート vs ハーキュリーズ●

- ○"アドラブル" エイドリアン・アドニス (w / ジミー・ハート) vs アンクル・エルマー●

- ○テリー・ファンク&ホス・ファンク (w / ジミー・ハート) vs ティト・サンタナ&ジャンクヤード・ドッグ●

- スティール・ケージ・マッチ形式WWF王座戦 -Steel Cage Match for the WWF Championship-

○ハルク・ホーガン (c) vs キングコング・バンディ (w / ボビー "ザ・ブレイン" ヒーナン)●